# Xã Linn, Quận Hand, Nam Dakota
Xã Linn (tiếng Anh: Linn Township) là một xã thuộc quận Hand, tiểu bang Nam Dakota, Hoa Kỳ. Năm 2010, dân số của xã này là 35 người.